# Olga Sharkova
Olga Sharkova (en ruso: Ольга Шаркова; nacida Olga Sidorova, Kúibyshev, 5 de mayo de 1968) es una deportista rusa que compitió para la Unión Soviética en esgrima, especialista en la modalidad de florete.
Ganó dos medallas de plata en el Campeonato Mundial de Esgrima, en los años 1990 y 1991, y una medalla de oro en el Campeonato Europeo de Esgrima de 2000.
Participó en dos Juegos Olímpicos de Verano, ocupando el sexto lugar en Atlanta 1996 y el quinto en Sídney 2000, en la prueba por equipos.

## Palmarés internacional
| Representando a la URSS |                    |                  |                     |
| Campeonato Mundial      |                    |                  |                     |
| Año                     | Lugar              | Medalla          | Prueba              |
| 1990                    | Lyon (Francia)     | Medalla de plata | Florete por equipos |
| 1991                    | Budapest (Hungría) | Medalla de plata | Florete por equipos |
| Representando a Rusia   |                    |                  |                     |
| Campeonato Europeo      |                    |                  |                     |
| Año                     | Lugar              | Medalla          | Prueba              |
| 2000                    | Funchal (Portugal) | Medalla de oro   | Florete por equipos |